# Schelten
Schelten (em francês: La Scheulte) é uma comuna da Suíça, situada na região administrativa de Jura Bernense, no cantão de Berna. Tem 5,61 km² de área e sua população em 2018 foi estimada em 36 habitantes.